# Uchorowo
Uchorowo è una frazione della Polonia, frazione di Murowana Goślina, distretto di Poznań, voivodato della Grande Polonia.

## Geografia fisica
Sorge a circa 10 km a nord-ovest di Murowana Goślina, sulla strada per Oborniki.

## Storia

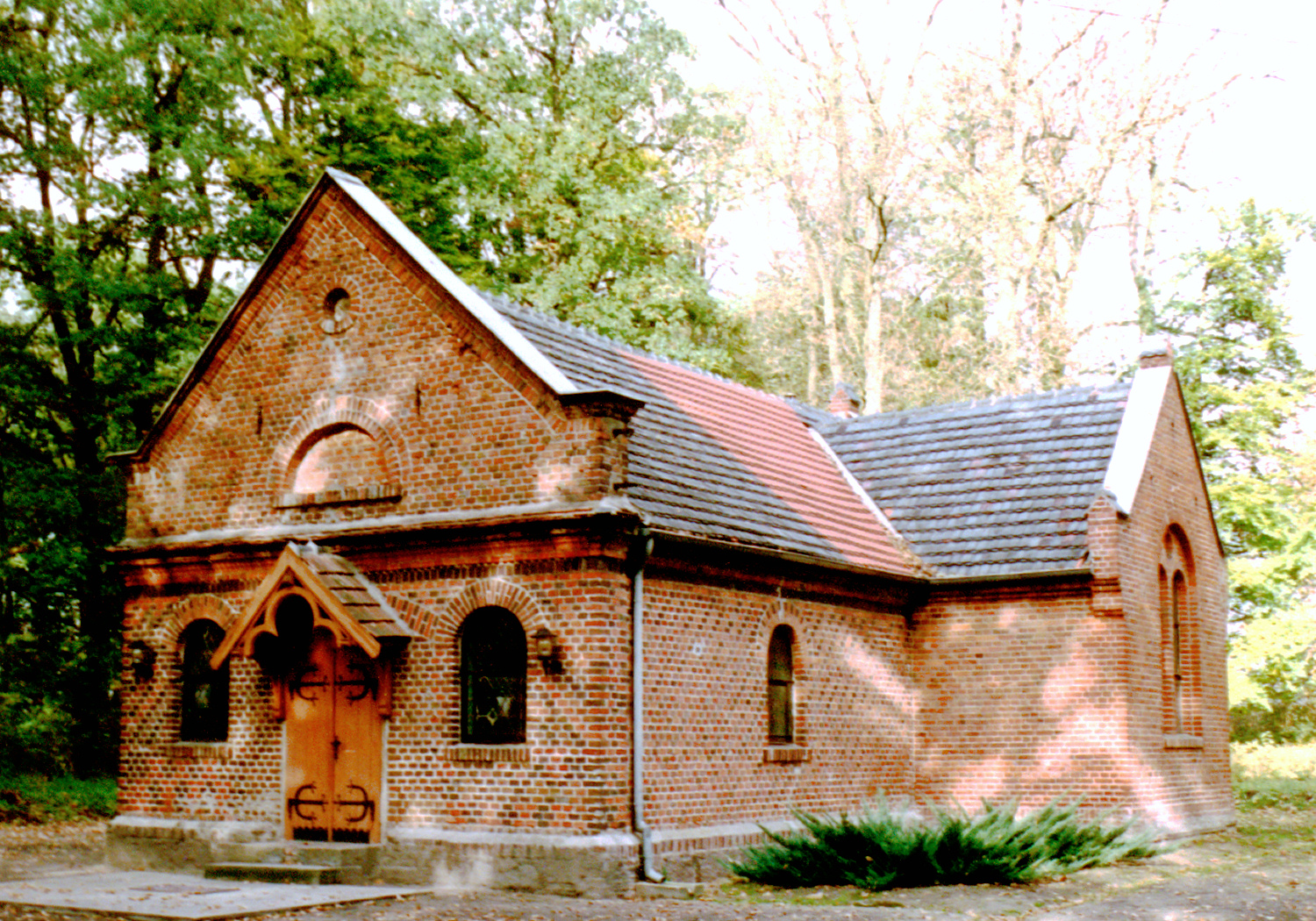
Cappella

La prima volta che questo paese fu menzionato in uno scritto è nel 1388. Vi abitano 500 persone. Le principali attrazioni sono un maniero risalente al XIX secolo (restaurato l'ultima volta nel 1987), una cappella neo-gotica datata 1890. La frazione precedentemente aveva una parrocchia e una scuola elementare.

## Ambiente naturale

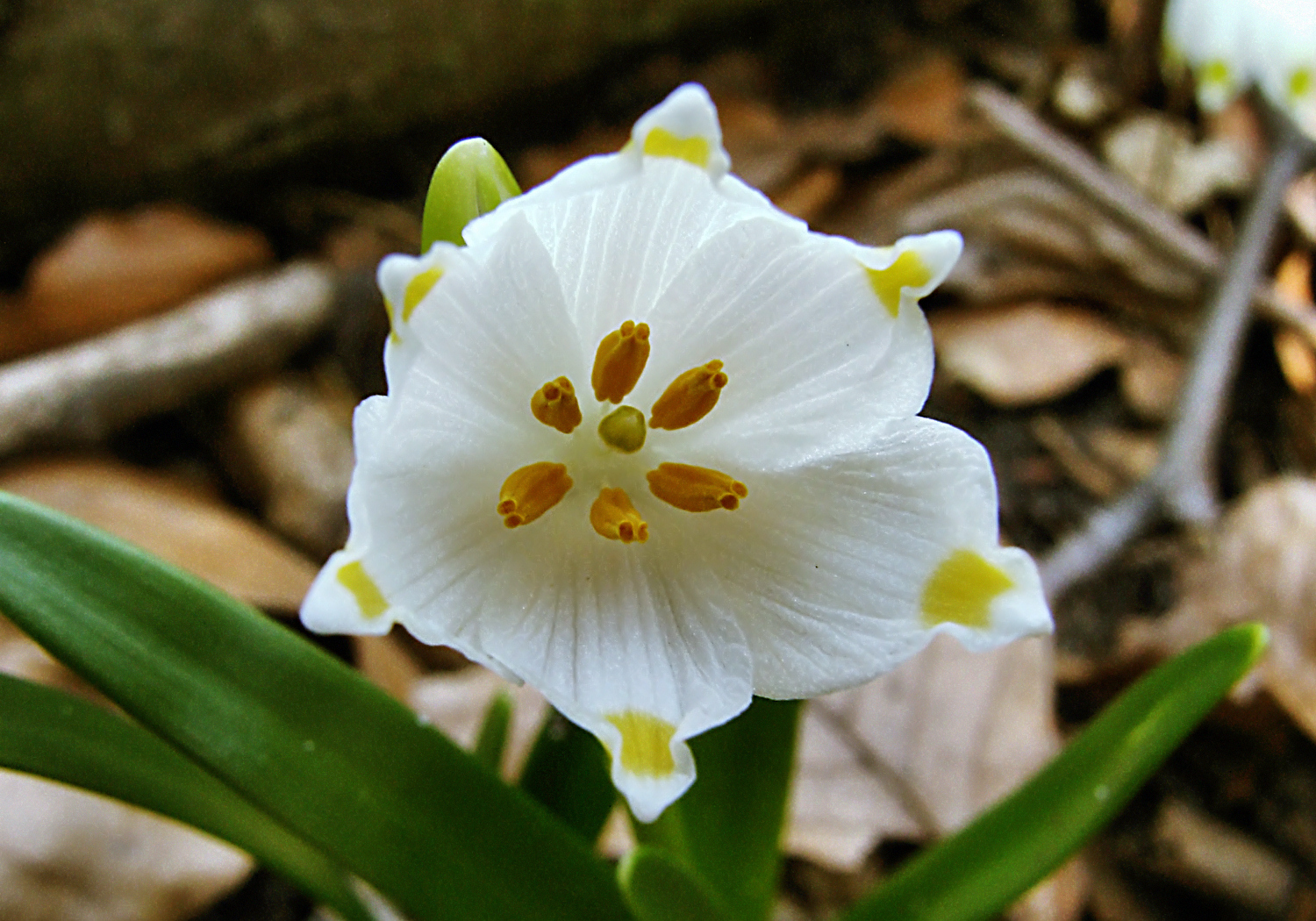
Fiocco di neve primaverile (Leucoium vernum)

A circa 3 km sud-ovest da Uchorowo, prima della frazione di Szymankowo, c'è la riserva naturale Śnieżycowy Jar, fondata nel 1975 e nota soprattutto per il grande numero di fiocchi di neve primaverili (Leucoium vernum), fiori che nascono verso la fine di febbraio e l'inizio di marzo. Questo è uno dei pochi posti in Polonia dove questo fiore è stato trovato. Questo parco è stato pensato nel XIX secolo per proteggere queste specie di fiori rari.